# هوكرس كوو (كورنوال)
هوكرس كوو (بالإنجليزية: Hawker's Cove, Cornwall)‏ هي قرية تقع في المملكة المتحدة في كورنوال.